# Kim Turner
Kimberly « Kim » Turner mariée McKenzie (née le 21 mars 1961 à Birmingham) est une athlète américaine spécialiste du 60 et du 100 mètres haies. 

## Carrière

### Palmarès
| Date | Compétition                    | Lieu        | Résultat | Performance |
| ---- | ------------------------------ | ----------- | -------- | ----------- |
| 1983 | Jeux panaméricains             | Caracas     | 2e       | 13 s 39     |
| 1984 | Jeux olympiques d'été          | Los Angeles | 3e       | 13 s 06     |
| 1989 | Championnats du monde en salle | Budapest    | 4e       | 7 s 92      |
| 1991 | Championnats du monde en salle | Séville     | 7e       | 8 s 05      |
| 1992 | Coupe du monde des nations     | La Havane   | 5e       | 13 s 36     |

### Records
| Épreuve          | Performance | Lieu | Date |
| ---------------- | ----------- | ---- | ---- |
| 100 mètres haies | 12 s 77     |      | 1992 |